# 安托尼米纳
安托尼米纳（義大利語：Antonimina），是意大利雷焦卡拉布里亚省的一个市镇。总面积22平方公里，人口1404人，人口密度63.8人/平方公里（2009年）。ISTAT代码为080004。